# 依氯那明
依氯那明（开发代号：U-48753）是一种含氮有机氯化合物，化学式C
16H
22Cl
2N
2O，可抑制血清素和去甲肾上腺素再攝取，由Upjohn公司作为抗抑郁药研发，从未上市销售。